# Gaetano Gioia

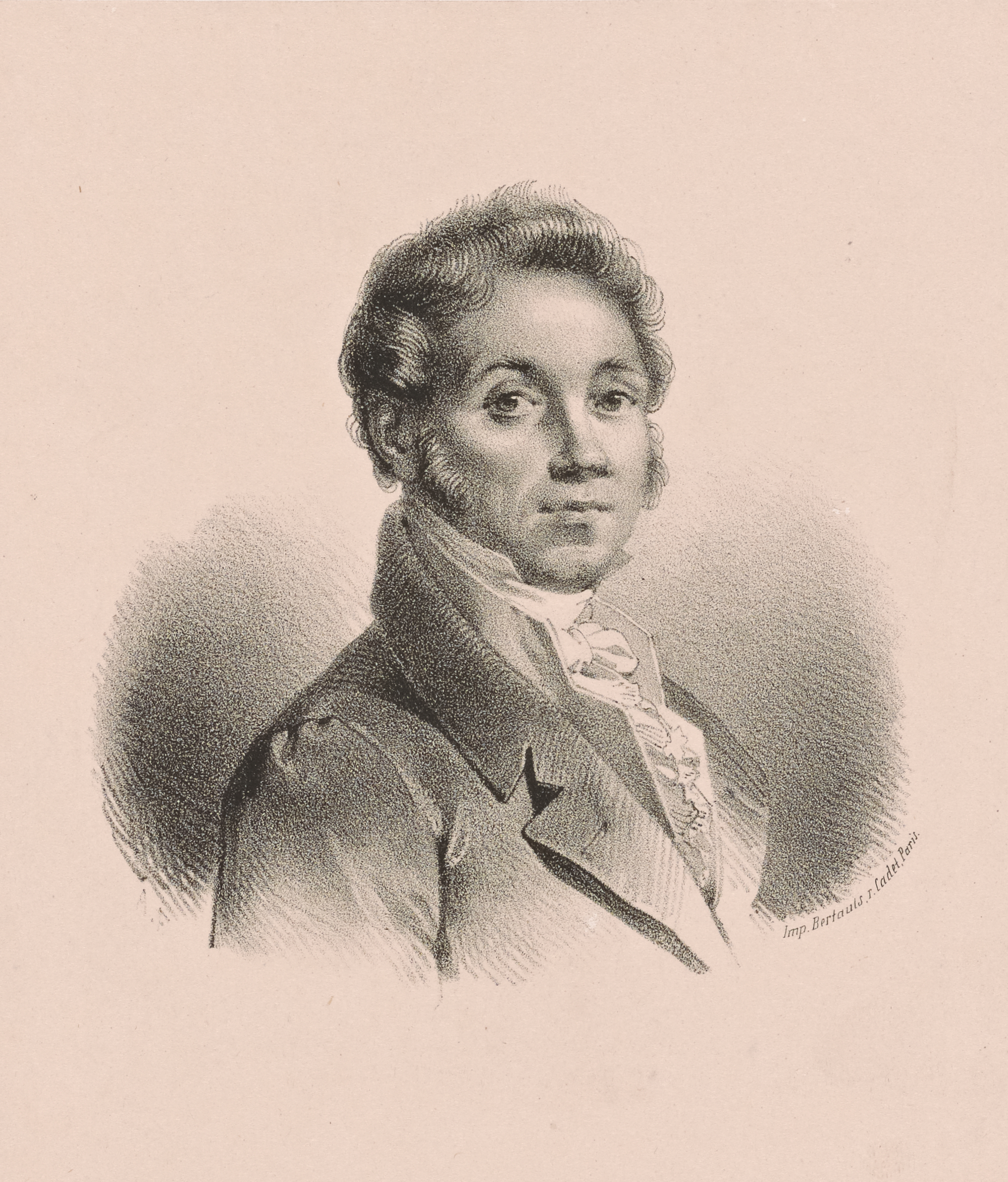
Gaetano Gioia (oder Gioja)

Gaetano Gioia (auch: Gaetano Gioja; * 1764 (oder 1768?) in Neapel; † 30. März 1826 ebenda) war ein bedeutender italienischer Tänzer und Choreograf.

## Leben
Seine Eltern waren Anna Carbani (laut Ritorni: Anna Fiori) und Antonio Gioia. Auch sein Vater und Gaetanos Bruder Ferdinando waren bekannte Tänzer und Ballettmeister.
Bis zu seinem zwölften Lebensjahr wurde Gaetano auf einem Jesuitenkolleg erzogen. Sein Vater wünschte sich für ihn eigentlich eine kirchliche Laufbahn, der Junge brach jedoch seine Studien ab und suchte sich einen Tanzlehrer. Sein Vorbild war der berühmte Choreograf Auguste Vestris, ein Freund der Familie. Schließlich willigte der Vater ein und ließ Gaetano von Giuseppe Traffieri ausbilden.
Laut Regli debütierte Gaetano in einer Frauenrolle in einem römischen Theater (in Rom waren Frauen auf der Bühne verboten und wurden daher von jungen männlichen Tänzern gespielt), aber bereits 1775 bis 1777 ist er am Teatro Regio in Turin als primo ballerino grottesco nachgewiesen, in Balletten wie L'amante travestita („Der verkleidete Liebhaber“) von Giuseppe Canziani (mit Musik von G. A. Le Messier und V. A. Canavasso) und Il re pastore von Paolo Franchi (Musik: Le Messier).
Später war er gemeinsam mit seinem Bruder Ferdinando als Tänzer di mezzo carattere am Teatro San Carlo in Neapel engagiert. Dabei tanzte er unter anderem 1785–86 in den Balletten L'orfano della China („Das Waisenkind aus China“) und Il consenso dato per dispetto von D. Lefevre, zu Musik von Antonio Rossetti. 1787 trat er in mehreren Balletten von S. Gallet mit Musik von Luigi di Baillou auf.
1788–89 war er wieder am Teatro Regio in Turin, diesmal bereits als Primo ballerino serio und Hauptdarsteller in Balletten von G. Banti mit Musik von Canavasso, darunter: Teseo e Medea.
Sein erfolgreiches Debüt als Choreograf hatte er 1789 mit seinem Ballett Sofonisba am Teatro Eretenio in Vicenza.
Gaetano Gioia studierte trotz seiner Erfolge weiterhin bei Traffieri und folgte diesem 1790–91 an die Mailänder Scala, wo er nun als Primo ballerino serio assoluto in dem Ballett Edipo e Le Danaidi tanzte, neben seinem Bruder Ferdinando. 1793 ging er auf Tournee nach Lissabon, wo er sein Ballett Felicitade lusitana aufführte.
Im selben Jahr wurde er an der Scala zum ersten Choreografen ernannt. Seine frühen Ballette, wie Elfrida und Il feudatario pentito („Der reuige Lehnsherr“; Dezember 1793), folgten noch den Kompositionsschemata der Handlungsballette von Pietro Angiolini.
1795 arbeitete er am Teatro San Carlo in Neapel und begann sich verstärkt dem mythologischen und historischen Genre zuzuwenden, mit Balletten wie La disfatta dei Mori („Die Niederlage der Mauren“; November 1795) und Cora (Mai 1796).
Um diese Zeit heiratete er in Neapel Teresa Gaetani, mit der er einen Sohn und zwei Töchter hatte, von denen eine später den berühmten Bariton Antonio Tamburini heiratete.
Nach Engagements in Livorno, Turin, Florenz und Genua ging er 1800 nach Wien, wo er seine mythologischen Ballette Alceste, Il giudizio di Paride („Das Urteil des Paris“) und Zelima auf die Bühne brachte. Einen großen Einfluss auf seine eigene Arbeit übte Salvatore Viganòs Ballett Die Geschöpfe des Prometheus mit der Musik von Beethoven aus, das er in Wien kennenlernte.

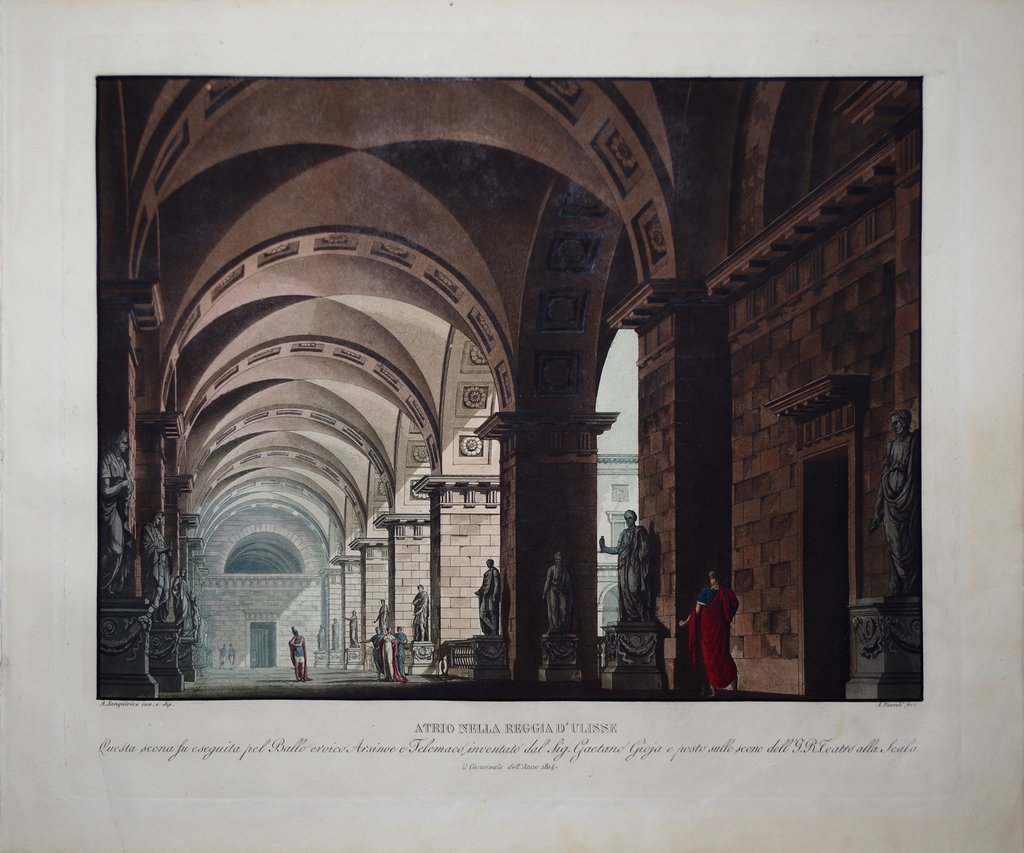
Bühnenbild von Alessandro Sanquirico zu dem Ballett Arsinoe e Telemaco (1813) von Gaetano Gioia und Wenzel R. von Gallenberg (La Scala, Mailand, um 1826)

Gaetano Gioia gelang es in der Folge, die Dramaturgie seiner Ballette zu perfektionieren, wobei es ihm zugutekam, dass er auch Violine spielte und Teile der Musik zu seinen Werken selber komponierte. Auf dem Gebiet des Handlungsballetts gehörte er gemeinsam mit Viganò zu den ersten, die aus Musik und Gestik ein harmonisches und sinnvolles Ganzes zu formen verstanden. Seine Liebe zur Kunst und Malerei führten zur Entstehung der Mode der tableaux vivants, bei denen das gesamte Corps de Ballet zu ästhetisch wirkungsvollen „Bildern“ angeordnet wird. Als wohl wichtigster Nachfolger Gioias in dieser Hinsicht gilt Giovanni Galzerani.
Zu Gaetano Gioias bedeutendsten Schöpfungen gehörte das Ballett Cesare in Egitto („Caesar in Ägypten“), zu dem Wenzel Robert von Gallenberg die Musik schrieb, und das seine Weltpremiere am 27. Juni 1807 am Teatro San Carlo in Neapel erlebte; Gaetano selber tanzte dabei die Rolle des Tolomeo. Das Ballett wurde 1809 an der Mailänder Scala mit Teresa und Giovanni Coralli als Caesar und Kleopatra aufgeführt, im Beisein von dem entzückten Napoleon Bonaparte. Gioias Cesare in Egitto war das berühmteste Ballett des frühen 19. Jahrhunderts, und selbst Viganò fand, dass seine eigenen Werke den Vergleich mit diesem Meisterwerk nicht aushielten. Der neapolitanische Vizekönig Eugène de Beauharnais ließ sogar einen Salon seiner Residenz mit Szenen aus dem Ballett freskieren.
Gaetano Gioia schuf zwischen 1798 und 1826 für verschiedene Theater Italiens insgesamt etwa 220 eigene Ballette in allen Genres: tragische, di mezzo carattere, mythologische und historische. Einige seiner berühmtesten Werke entstanden zwischen 1811 und 1821 für das Teatro della Pergola in Florenz: Gli Orazi e i Curiazi, Orfeo e Euridice, und Gabriella di Vergy; für das letztere verwendete er Musik von Gioachino Rossini und Meyerbeer. Weitere berühmte Ballette von Gioia waren: Gundeberga (Bologna, Teatro Comunale, April 1817), mit Musik von Rossini; Il conte di Essex („Der Graf von Essex“), mit Musik von Joseph Haydn, Beethoven, Luigi Cherubini und Rossini (Mailand, Teatro alla Scala, 1818); und Otto mesi in due ore („8 Monate in 2 Stunden“), mit Musik von Rossini und von Gallenberg (Neapel, San Carlo, April 1825).
Großen Erfolg hatte er auch am Teatro Argentina in Rom mit dem Ballett I Morlacchi (1809), in dem seine Lieblingstänzerin Antonia Pallerini  auftrat, und mit Teseo riconosciuto (1811). Gioia schuf auch die Tanzeinlagen zu Giuseppe Farinellis Oper I riti di Efeso (1811).
Gioias Ballette wurden, wie damals üblich, oft zwischen den Akten von Opernaufführungen gegeben, wodurch es zu für heutige Verhältnisse (2021) unvorstellbar langen Opern-Ballett-Vorstellungen kam. So waren beispielsweise 1816 an der Mailänder Scala seine Ballette Niobe, o sia, La vendetta di Latona („Niobe oder die Rache der Latona“) und L'allievo della natura („Der Schüler der Natur“) im Rahmen der Aufführungen von Mayrs Ginevra di Scozia zu sehen; und Gioias fünfaktiges Ballett I baccanali aboliti wurde 1823 (ebenfalls in Mailand) zwischen den Akten von Rossinis Otello aufgeführt.
Zu den berühmten Tänzern, die in seinen Balletten auftraten, gehörten Carlo Blasis (in Apelle e Campaspe (Mailänder Scala, März 1823)) und Celeste Viganò (in I baccanali aboliti (Mailänder Scala, August 1823)). Im Oktober 1825, im Teatro San Carlo, wirkte die noch ganz junge Fanny Elßler in Gioias Ballett Niccolò Pesce mit (Musik: W. R. von Gallenberg).
1825 wurde Gaetano Gioia zum Direktor der Ballettschule des Teatro San Carlo ernannt. Er starb am 30. März 1826 in Neapel an den Folgen eines schweren Sturzes.

## Einzelanmerkungen
1. ↑  Francesco Regli nannte das eher unwahrscheinliche Jahr 1768 als Geburtsjahr, in: Dizionario biografico…, Turin 1860, S. 236 ff. Siehe: Roberto Staccioli: Gaetano Gioia. In:  Dizionario Biografico degli Italiani (DBI).
2. 1 2 3 4 5 6 7 8 9 10 11 12 13 14 15 16 17 18 19 20 21 22 23 24 25 26 27 28 29  Roberto Staccioli: Gaetano Gioia. In:  Dizionario Biografico degli Italiani (DBI).
3. ↑  Dieser Ausdruck entspricht etwa dem Begriff semiseria in der Oper, und meint eine Figur oder eine Handlung, die weder ganz ernst, nobel oder tragisch, noch komisch ist, sondern eine Mischung von Beidem, mit einem Hang zu Realismus und oft gefühlsbetont romantisch.
4. ↑  Ginevra di Scozia : dramma serio eroico per musica in due atti da rappresentarsi nel Regio Teatro alla Scala nel carnevale dell'anno 1816., Informationen zur Aufführung auf WorldCat (Abruf am 10. Februar 2021)
5. ↑  Otello, ossia, Il moro di Venezia : dramma per musica da rappresentarsi nell' I.R. Teatro alla Scala l'autunno dell'anno 1823., Informationen zur Aufführung auf WorldCat (Abruf am 10. Februar 2021)

| Personendaten    | Personendaten                       |
| ---------------- | ----------------------------------- |
| NAME             | Gioia, Gaetano                      |
| ALTERNATIVNAMEN  | Gioja, Gaetano                      |
| KURZBESCHREIBUNG | italienischer Tänzer und Choreograf |
| GEBURTSDATUM     | 1764 oder 1768                      |
| GEBURTSORT       | Neapel                              |
| STERBEDATUM      | 30. März 1826                       |
| STERBEORT        | Neapel                              |